# Gallussyra
Gallussyra eller 3,4,5-trihydroxibensoesyra är en hydroxisyra med formeln C6H2(OH)3COOH. Gallussyrans salter och estrar kallas gallater.

## Förekomst
Syran finns i galläpplen, sumak, trollhassel, teblad, ekbark och andra växter. Gallussyra finns både fritt i naturen och som en del av tanniner.

## Egenskaper
Eftersom både karboxylgruppen och hydroxigrupperna är protolyserbara har gallussyra två syrakonstanter (pKa); 4,5 för karboxylgruppen och 10 för hydroxigrupperna.

## Användning
Gallussyra används ofta inom läkemedelsindustrin. Den kan också används för att syntetisera den hallucinogena alkaloiden meskalin, även känd som 3,4,5-trimetoxifenetylamin.
Gallussyra var ett av de ämnen som används av Angelo Mai vid undersökning av palimpsest, för att rensa bort det översta lagret av texten och blotta det dolda manuskript under. Mai var först med att göra detta, men gjorde det ofta för "tung på handen", vilket ofta skadade manuskript för framtida studier.